# Buddy Cate
William Boyd Cate, detto Buddy (Ringgold, 23 maggio 1926 – Bowling Green, 7 febbraio 2011), è stato un cestista e allenatore di pallacanestro statunitense, professionista nella NPBL.

## Carriera
Dopo la carriera universitaria a Western Kentucky venne selezionato dai Philadelphia Warriors al terzo giro del Draft NBA 1950, con la 25ª scelta assoluta.
Disputò una stagione nella NPBL con Sheboygan Red Skins, Grand Rapids Hornets e Waterloo Hawks giocando complessivamente 42 partite con 7,4 punti di media.